# Valle de Hecho
Valle de Hecho è un comune spagnolo di 977 abitanti situato nella comunità autonoma dell'Aragona. Fa parte della comarca della Jacetania.
In paese è ancora comunemente parlata, insieme al castigliano, la lingua aragonese.
Nel centro principale, Hecho, si possono ancora ammirare i resti di una chiesa romanica che le truppe francesi di occupazione distrussero parzialmente in epoca napoleonica.
A Hecho, e precisamente a Siresa, nacque il re Pietro I di Aragona.